# Dulé Hill

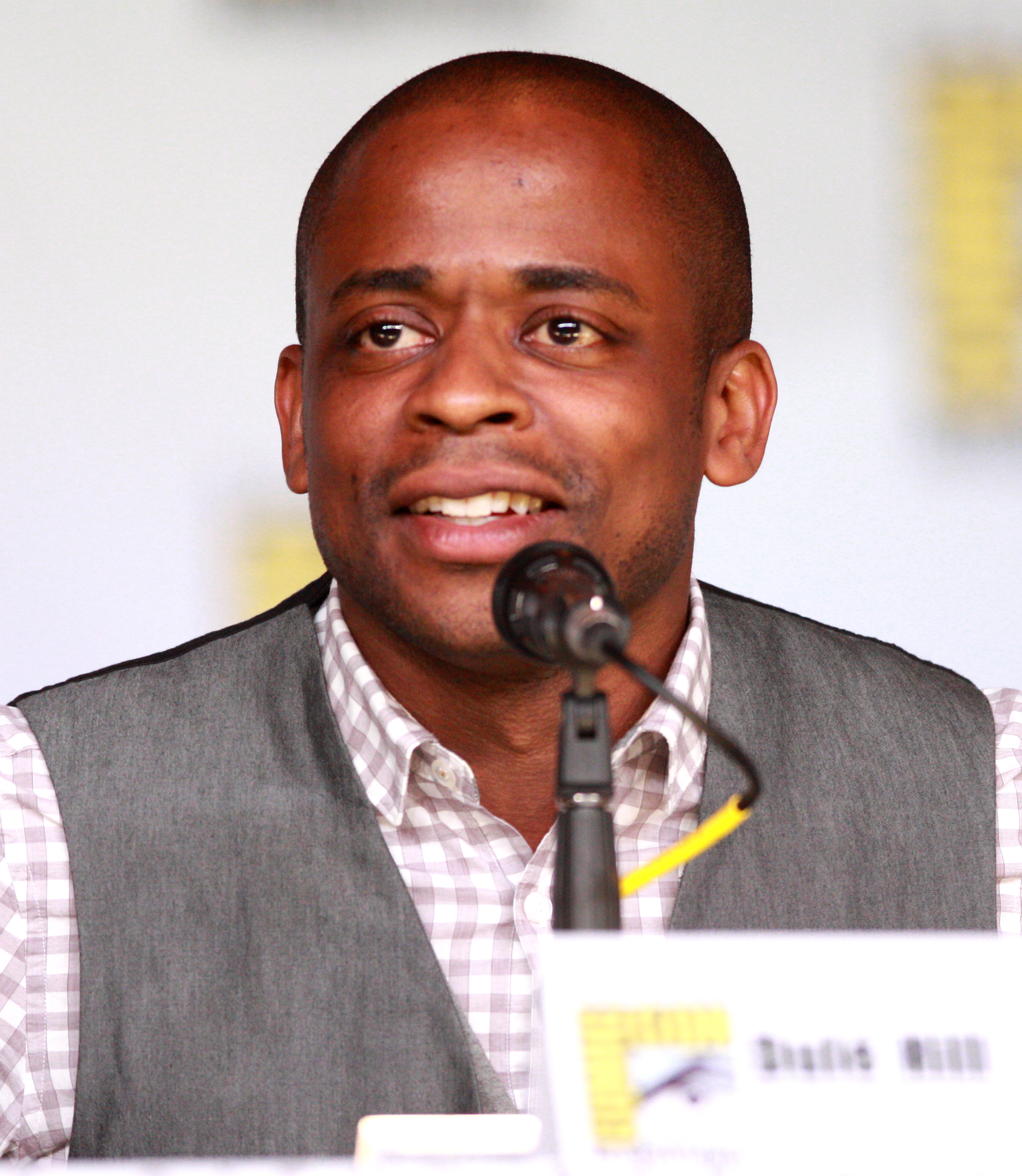
Dulé Hill (2013)

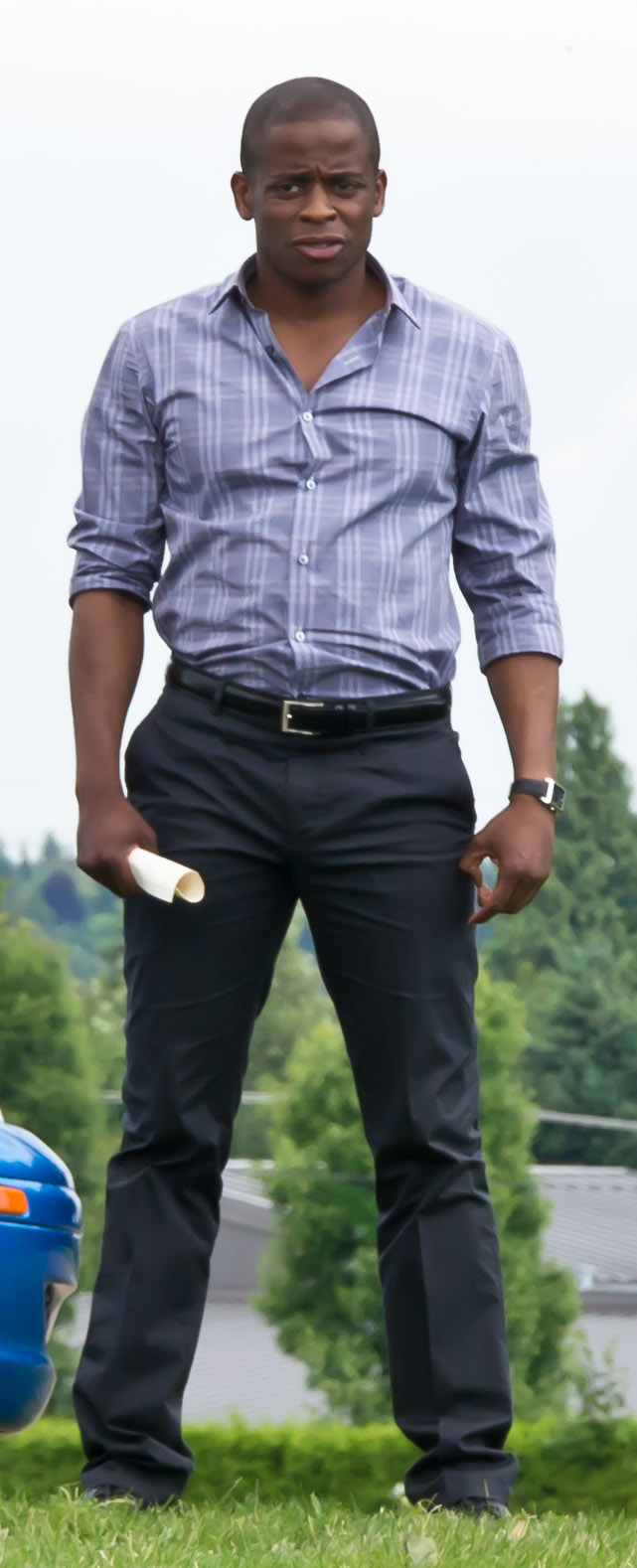
Dulé Hill bei Dreharbeiten zu Psych (2011)

Karim Dulé Hill (* 3. Mai 1975 in Orange, New Jersey) ist ein US-amerikanischer Schauspieler. Bekannt wurde er als Charlie Young in der Serie The West Wing – Im Zentrum der Macht.

## Leben
Bereits als Kind trat Hill als Tänzer und Sänger in verschiedenen erfolgreichen Musical-Produktionen auf. Nach seinem Studium an der Seton Hall University spielte Hill zunächst kleinere Rollen in Musicals und in Kinofilmen, wie in der Disney-Produktion Das Geheimnis von Green Lake, in der er einen Zwiebelverkäufer spielt. Sein Durchbruch gelang ihm mit seiner Rolle als persönlicher Assistent des fiktionalen US-Präsidenten Josiah Bartlet in der Fernsehserie The West Wing, die er in sieben Staffeln zwischen 1999 und 2006 spielte. Die Rolle brachte ihm mehrere Emmy-Nominierungen ein, unter anderem als bester Nebendarsteller. Von 2006 bis 2014 spielte Hill die Hauptrolle des Burton „Gus“ Guster in der Fernsehserie Psych, die er auch 2020 in Psych 2: Lassie Come Home übernahm.
Privatleben
Hill war von 2004 bis 2012 mit der kanadischen Schauspielerin Nicole Lyn verheiratet. Beide hatten sich bereits 2000 in Los Angeles kennengelernt. Sie heirateten im Sommer 2004 auf Jamaika, woher ihre Familien stammen. Lyn trat neben Hill auch in The West Wing und Psych auf.

## Filmografie (Auswahl)
- 1988: Good Old Boy: A Delta Boyhood
- 1993: Sugar Hill
- 1994: New York Undercover (Fernsehserie, Folge 1x19)
- 1995: New York News – Jagd auf die Titelseite (New York News, Fernsehserie, Folge 1x01)
- 1997: Die Farbe der Gerechtigkeit (Color of Justice, Fernsehfilm)
- 1999: Eine wie keine (She’s All That)
- 1999–2006: The West Wing – Im Zentrum der Macht (The West Wing, Fernsehserie, 138 Folgen)
- 2000: Men of Honor
- 2003: Das Geheimnis von Green Lake (Holes)
- 2004: 10.5 – Die Erde bebt (10.5, Fernsehfilm)
- 2006: Jede Sekunde zählt – The Guardian (The Guardian)
- 2006–2014: Psych (Fernsehserie)
- 2007: Whisper
- 2015–2019: Ballers (Fernsehserie)
- 2017: Psych: The Movie (Fernsehfilm)
- 2017–2019: Suits (Fernsehserie)
- 2020: Psych 2: Lassie Come Home (Fernsehfilm)
- 2020: A West Wing Special to Benefit When We All Vote
- 2020: Black Monday (Fernsehserie, 5 Folgen)
- 2021: Locked Down
- 2021: Psych 3: This Is Gus (Fernsehfilm)
- 2021–2023: Wunderbare Jahre (The Wonder Years, Fernsehserie)
- 2022: This Is Us – Das ist Leben (This Is Us) (Fernsehserie, 1 Folge)